# Cittadella del Saladino
La Cittadella di Saladino (in arabo قلعة صلاح الدين‎?, Qalʿat Ṣalāḥ al-Dīn), un tempo nota come Saone, è un castello di origine crociata, che si trova in Siria a circa 24 km ad est di Latakia e a 7 km dalla cittadina di Al-Haffah. Assieme al Krak dei Cavalieri è stato inserito nella lista dei patrimoni mondiali dell'umanità.

## Storia
Il castello venne costruito in tempi antichi, probabilmente durante il periodo fenicio (inizio del I millennio a.C.). Si dice che i fenici si siano sottomessi ad Alessandro Magno attorno al 334 a.C. Non si sa molto di quello che gli successe tra questo momento ed il ritorno dei bizantini nel X secolo. L'imperatore Giovanni I Zimisce prese il controllo del luogo rubandolo alla dinastia degli Hamdanidi di Aleppo, e costruì la prima delle strutture difensive. In seguito cadde in mano dei crociati verso l'inizio del XII secolo. Si dice che nel 1119 fosse proprietà di Roberto di Salerno che la ereditò da Ruggero di Salerno, principe di Antiochia. Buona parte della costruzione tuttora visibile risale a quel periodo. Le mura crociate vennero infrante dalle armate del leader musulmano Saladino nel luglio 1188, ed è da questa vittoria che il castello prende il nome.
Il castello restò in mano musulmana fino al periodo dei sultani egiziani Baybars e Qalawun.

## Descrizione

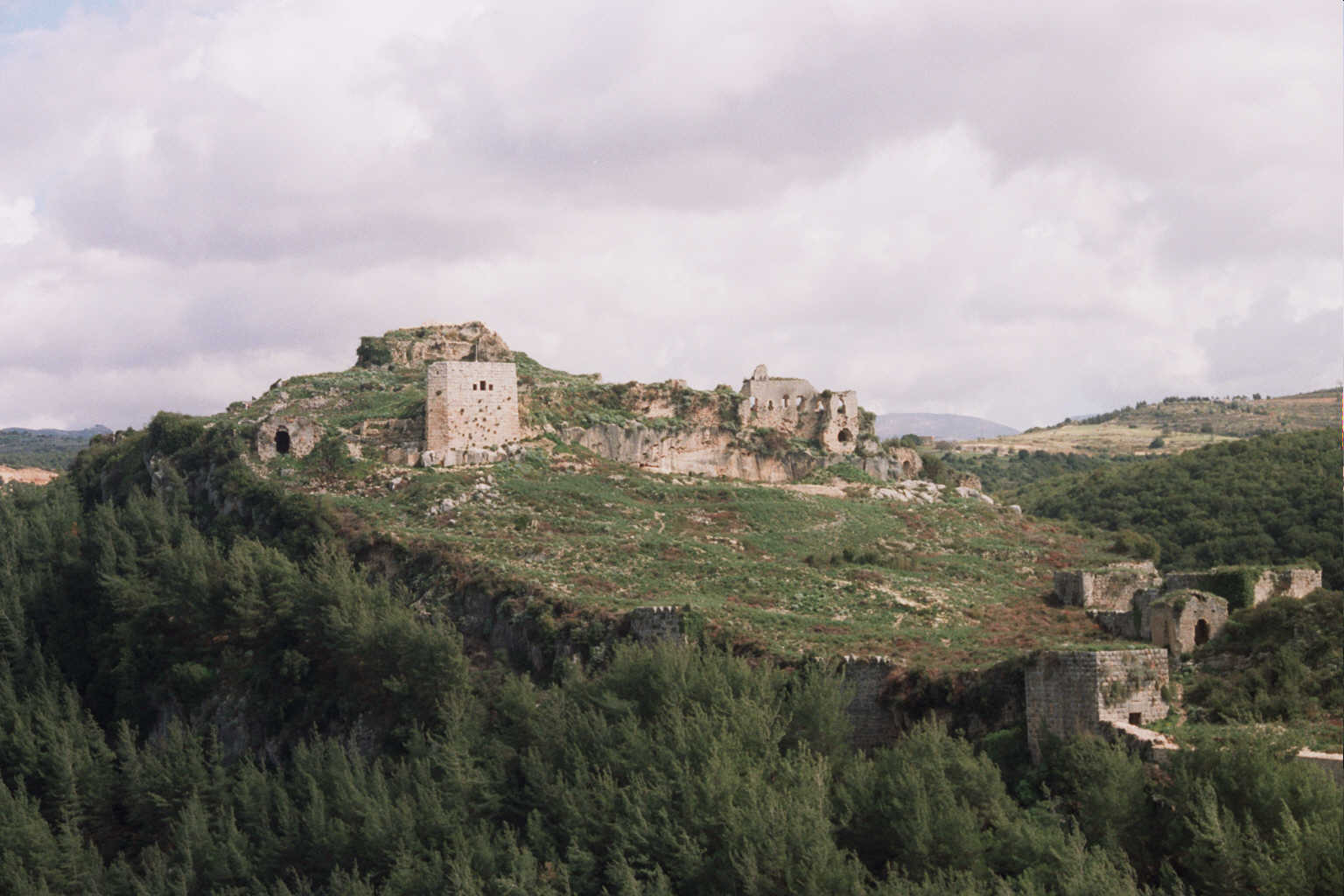
Cittadella del Saladino

Una delle maggiori attrazioni della fortezza è il fossato profondo 28 metri, scavato nella roccia probabilmente dai bizantini (e completato in seguito dai crociati). Questo fossato, che corre per 156 metri lungo il lato orientale, è largo dai 14 ai 20 metri ed ha un palo alto 28 metri che aveva il compito di sorreggere il ponte levatoio.

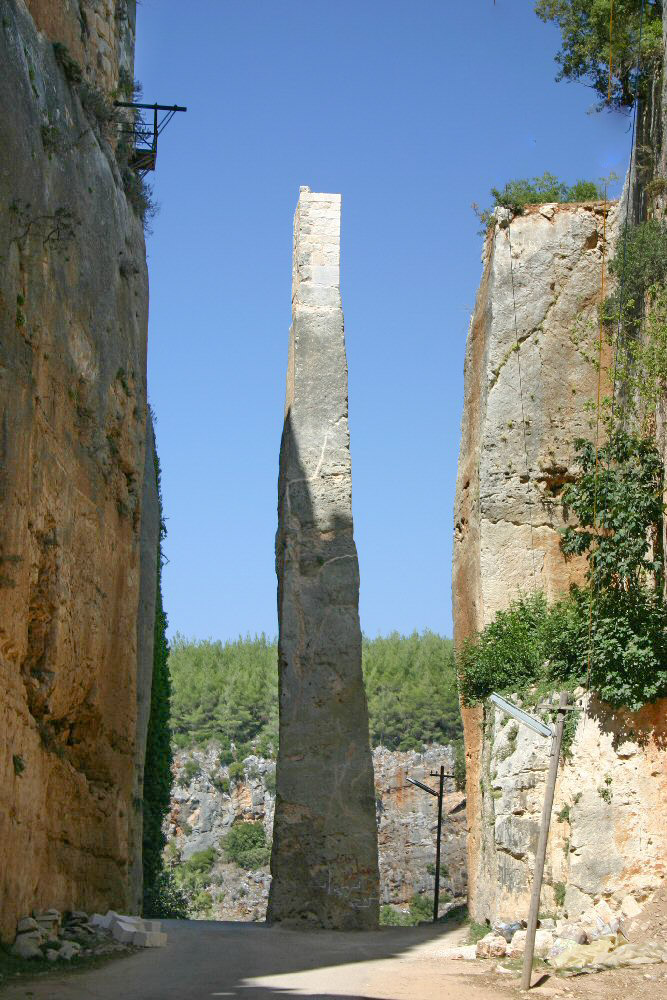
L'obelisco che sorreggeva il ponte levatoio

L'entrata del castello si apre nel lato meridionale della fortezza. A destra dell'entrata si trova una torre, un bastione di fattura crociata. Un'altra torre si trova a pochi metri. Ci sono una cisterna per la raccolta dell'acqua ed alcuni edifici e maschi che si affacciano sul pozzo. Questo maschio ha mura alte 56 metri e copre un'area di circa 24 m². Ancora più a nord si trova la porta dotata di ponte levatoio. È ancora visibile la cittadella bizantina, situata al centro della fortezza, un'altra grande cisterna, la sala da tè dei crociati ed una chiesa (anch'essa crociata) unita ad una delle due cappelle bizantine.
Tra le aggiunte arabe alla fortezza si conta una moschea, databile al sultano Qalawun, ed un palazzo comprendente i bagni, una corte ed alcuni iwan. Questa parte è stata leggermente restaurata.